# Muzeum Kowalstwa w Warszawie

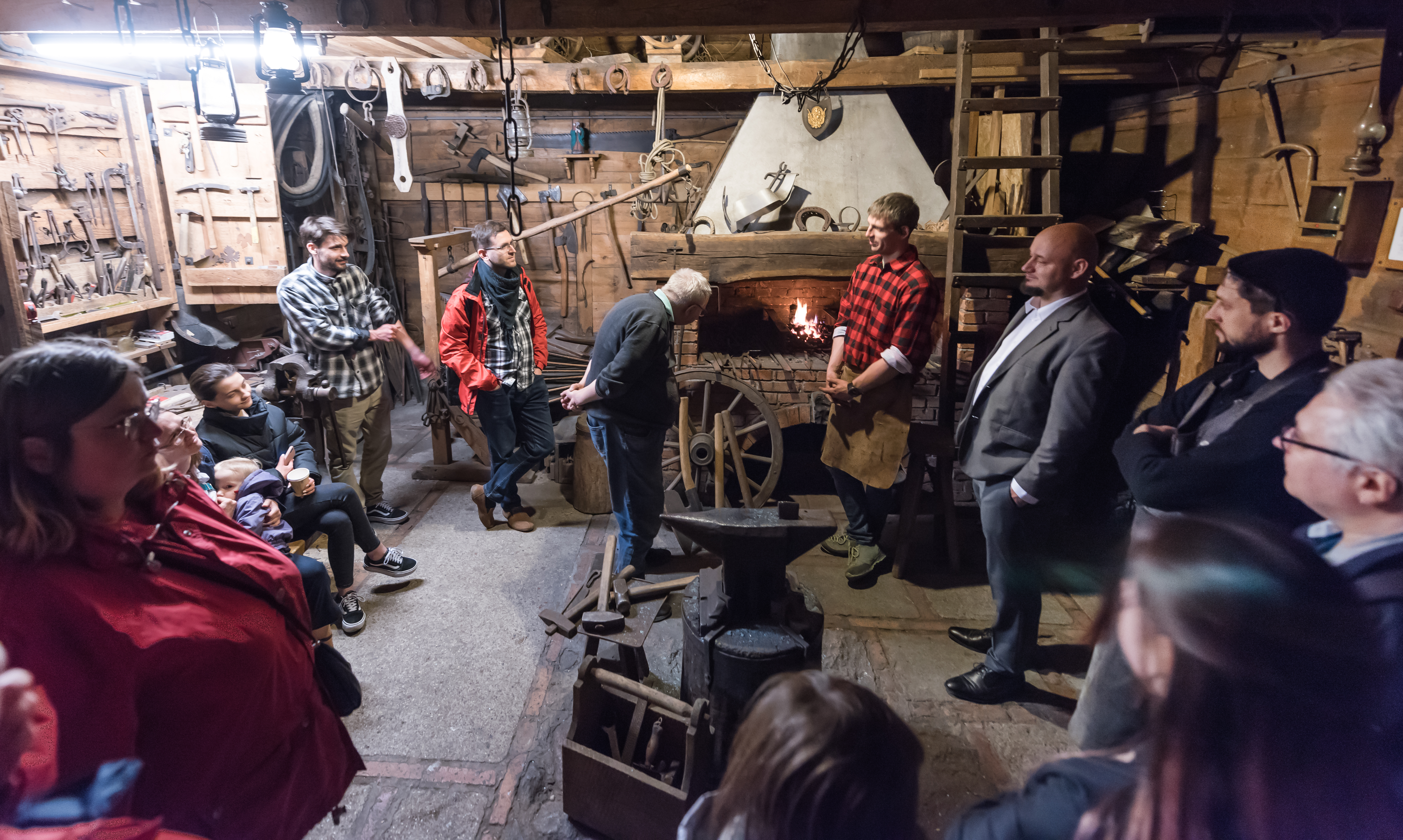
Nocy Muzeów w Muzeum Kowalstwa (2022)

Muzeum Kowalstwa – prywatne muzeum w Warszawie założone na początku lat 90. XX wieku przez małżeństwo Eleonorę i Zdzisława Gałeckich. Obecnie prowadzone jest przez mistrza kowalstwa – Kamila Gałeckiego. W skład muzeum wchodzi kuźnia drewnianej, dębowej konstrukcji o powierzchni 30 m², zakończona na jaskółczy ogon. Posiada wyposażenie charakterystyczne dla podmiejskich kuźni z początku XX wieku z terenów Mazowsza. To pierwszy i jedyny tego typu obiekt w Polsce ze statutem zatwierdzonym przez Ministra Kultury i Dziedzictwa Narodowego. Zlokalizowane jest na skraju Dolinki Służewieckiej na warszawskim Mokotowie przy ul. Przy Grobli 84.

## Historia
Kuźnia na skraju Dolinki Służewieckiej została założona przez Zdzisława Benedykta Gałeckiego – mistrza kowalstwa, absolwenta i magistra Akademii Sztuk Pięknych w Toruniu oraz aktywnego działacza Polskiego Związku Artystów Plastyków. Obiekt został wyciosany przez mistrza ciesielskiego – Władysława Pyzę w latach 80. XX wieku.
Kuźnia pod koniec lat 90. XX wieku zmieniła swój dotychczasowych charakter i z typowej pracowni artystycznej stała się obiektem ogólnodostępnym dla zwiedzających. Dzięki inicjatywie małżeństwa – Eleonory i Zdzisława Gałeckich przekształcona została w pierwsze prywatne muzeum w Polsce. Posiada statut zatwierdzony przez Ministra Kultury i Dziedzictwa Narodowego i kontynuuje tradycje dawnej kuźni służewskiej, jednej z najstarszych na Mazowszu.

## Noc Muzeów
Kuźnia corocznie jest uczestnikiem warszawskiej Nocy Muzeów.

## Żywe lekcje historii
W muzeum organizowane są regularnie żywe lekcje historii dla szkół oraz zorganizowanych grup i wycieczek szkolnych. Podczas zajęć przedstawiana jest kompleksowa obróbka żelaza na żywo.

## Działalność
Muzeum nadal pełni funkcje profesjonalnej twórczej pracowni, w której powstają różnego rodzaju dzieła sztuki użytkowej z żelaza i metalu, a także aranżacje i wykończenia przestrzeni oraz wnętrz loftowych i industrialnych. Obiekt jest samowystarczalny i nie wymaga prądu. Posiada wszystkie niezbędne urządzenia i narzędzia (będące jednocześnie eksponatami) potrzebne do artystycznej pracy kowalskiej.
W kuźni powstają następujące przedmioty (m.in.):

- Świeczniki
- Lampy stojące i wiszące
- Regały
- Półki
- Schody
- Antresole
- Balustrady
- Kraty
- Bramy i ogrodzenia
- Krzesła
- Stoły i stoliki
- Meble loftowe
- Meble industrialne[15]
- Wykończenia loftów
- Wykończenia industrialne
- Emblematy
- Sztuka sakralna:
  - Krzyże[16]
  - Tabernakula
  - Ambony i pulpity
  - Skarbony i skarbonki
  - Żyrandole i oświetlenie
  - Balustrady i poręcze
  - Stoliki liturgiczne
  - Elementy i wykończenia prezbiterium
- Mała architektura:
  - Kwietniki
  - Ławki
  - Balustrady
  - Altany

## Eksponaty i narzędzia kowalskie
Wyposażenie muzeum stanowią narzędzia i przedmioty wykorzystywane w dawnych warsztatach kowalskich pochodzące z obszaru całej Polski. Wśród nich znajdują się m.in.:

- Palenisko kowalskie
- Piec kowalski (dwukomorowy)
- Miech do tłoczenia powietrza z 1900 roku
- Kowadła – w tym ponad dwustuletnie kowadło bezrożne
- Ręczna wiertarka do robienia otworów w metalu
- Dziurawnica kowalska
- Imadła
- Podbijaki
- Podsadzki
- Komplet młotków
- Stół warsztatowy
- Kleszcze kowalskie
- Szafa narzędziowa
- Kamień szlifierski na kobyłce do ostrzenia toporów, siekier i mieczy
- Świdry
- Topory Ciesielskie
- Miecze
- Emblematy
- Urządzenia i maszyny rolnicze
- Kierat
- Sieczkarnia
- Pługi
- Brony
- Słup drewniany do gwintowania osi wozowych
- Spęczarka
- Gołębnik słupowy
- Kołowrót studzienny
- Kapliczka Św. Józefa

Poza stałą ekspozycją wnętrza prezentowane są także czasowo malarstwo nawiązujące tematyką do charakteru muzeum oraz rzeźba.